# Cloruro de etanoilo
El cloruro de acetilo es un haluro de ácido derivado del ácido etanoico. A temperatura y presión ambiente es incoloro. Este compuesto no existe en la naturaleza porque el contacto con el agua lo hidroliza en ácido etanoico y ácido clorhídrico.

## Síntesis
Es sintetizado químicamente a partir del cloruro de tionilo y ácido etanoico:
```
 H
3
C-COO-H + O=SCl
2
 → H
3
C-COCl + SO
2
 + H-Cl
```

## Aplicaciones
Se emplea como agente de acetilación en diversas síntesis:
1. Cetonas aromáticas.
2. Colorantes. 
3. Insecticidas, como el DDT y el DFDT. 
4. Anestésicos. 
5. Sedantes para la tos. 
6. Desinfectantes de heridas y cicatrizantes. 
7. Síntesis de sedantes e hipnóticos.

## Seguridad
Al contacto con agua o aire (debido a su humedad) puede ser explosivo. Además tiene un punto de ignición muy bajo, por lo que deben evitarse llamas, chispas, contacto con superficies calientes, etc.
Es muy importante que, en caso de incendio, no se utilicen agua u otros agentes hídricos (salvo para enfriar los bidones siempre que no entren en contacto con la substancia).
- Datos: Q408038
- Multimedia: Acetyl chloride / Q408038

1. ↑  Número CAS